# Glypta mensurator
Glypta mensurator là một loài tò vò trong họ Ichneumonidae.